# 高卫东 (1972年)
高卫东（1972年11月—），男，河南邓州人，中华人民共和国政治人物。项目管理在职研究生学历。曾任贵州省交通运输厅厅长、贵州茅台集团董事长、貴州省煤田地質局局长。

## 生平
1993年毕业于贵州工学院土建系工民建专业。同年7月参加工作，任职于贵阳经济技术开发区规划建设环保局，历任局长助理、环保局副局长和环保局局长。1997年12月加入中国共产党。
2000年10月，任贵阳市小河区副区长；2009年3月，任贵阳市金阳建设投资（集团）有限公司董事长；2010年1月，任贵阳市交通运输局局长；2012年2月，任贵阳市副市长。
2017年2月，任贵州省交通运输厅党委书记、副厅长；2018年1月，任贵州省交通运输厅党委书记、厅长。2018年2月24日，当选为第十三届全国人大代表。
2020年3月，任贵州茅台集团党委书记、董事长。2020年12月16日，高卫东在贵州茅台酱香系列酒全国经销商联谊会上表示，公司2020年预计可完成酱香系列酒销量2.95万吨，实现含税销售额106亿元，同比增长4%。会后，上交所下发对高卫东予以监管关注的决定，称其违反上市公司相关规定，通过非法定信息披露渠道自行对外发布涉及公司经营的重要信息。中国证券监督管理委员会贵州监管局也向高卫东出具警示函。而高卫东任职期间，上市公司曾数次引发中小股东不满。
2021年8月，转任貴州省煤田地質局局长。

### 落马
2022年5月13日，因涉嫌严重违纪违法，接受贵州省纪委监委纪律审查和监察调查。2022年7月29日，被贵州省人大常委会罢免全国人民代表大会代表职务，代表资格终止。2022年12月14日，高卫东因严重违纪违法问题被“双开”，通报显示其严重违反党的政治纪律、廉洁纪律、群众纪律、工作纪律和生活纪律，长期沉溺赌博、多次嫖娼。高卫东构成职务违法并涉嫌受贿犯罪，且在十八大后不收敛、不收手、不知止，其违纪违法性质恶劣，情节严重，应予严肃处理。
2023年1月28日，贵州卫视播出由中共贵州省纪委监委制作的电视专题片《一严到底——贵州正风肃纪反腐》第一集《严明政治纪律》，其中包括了高卫东出镜忏悔的画面，并详细披露了案件细节。電視中高卫东被指在被留置前大肆与商人、朋友串供，还搞模拟审讯演练，大肆对抗组织审查。当得知省纪委到某高尔夫球场调查其打高尔夫球相关情况，他多次找来与他长期一起打高尔夫球的商人朋友串供，试图掩盖长期与商人打高尔夫球而且从来没有支付过打球费用的事实。而仅就打高尔夫球的问题，高卫东就串供多达十余次。
2024年2月2日，贵州省六盘水市中级人民法院一审对高卫东以受贿罪判处无期徒刑，剥夺政治权利终身，并处没收个人全部财产。